# 1972年の航空
< 1972年
1971年の航空 - 1972年の航空 - 1973年の航空

## 航空に関する出来事

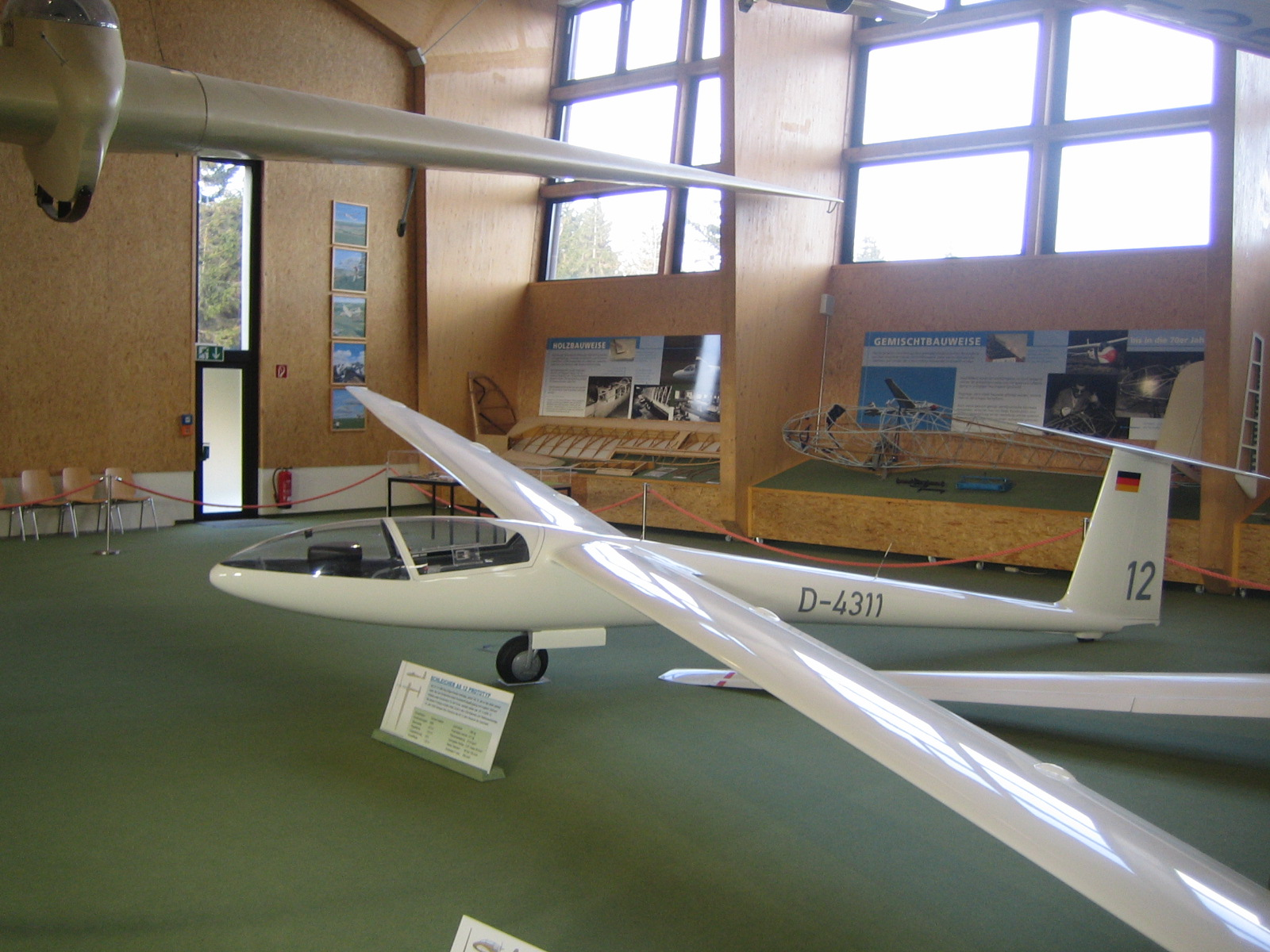
Schleicher ASW12

- 1月5日 - アメリカのニクソン大統領が、スペース・シャトル・プログラムのために55億USドルの資金を支出すると発表した。
- 1月26日 -  乗員6名と乗客22名が搭乗したJATユーゴスラビア航空のダグラスDC-9-30旅客機が飛行中に爆破された。客室乗務員、ヴェスナ・ヴロヴィッチだけが空中分解した残骸に閉じ込められて10,000メートルの巡航高度から落下し重傷を負ったが奇跡的に救出された。（「JATユーゴスラビア航空機爆破事件」）
- 1月27日 - カナダで航空管制官のストライキにより民間航空が停止した。
- 2月5日 - アエロフロートとルフトハンザがモスクワとフランクフルト間の共同運航を開始した。
- 2月5日 - NASAがデ・ハヴィランド・カナダ C-8を改造してSTOL実験を行った。
- 3月2日 - パイオニア10号が打ち上げられた。
- 4月1日 - BOACとBEAが合併してブリティッシュ・エアウェイズが設立された。
- 4月7日 - リチャード・マッコイによるユナイテッド航空855便ハイジャックが起こる。
- 4月25日 - ドイツのハンス＝ヴェルナー・グローゼがライダーASW 12でドイツ北部のリューベックから南フランスのビアリッツまでの1,460.80kmを11時間半で飛行して、グライダーの長距離飛行の記録を作った。

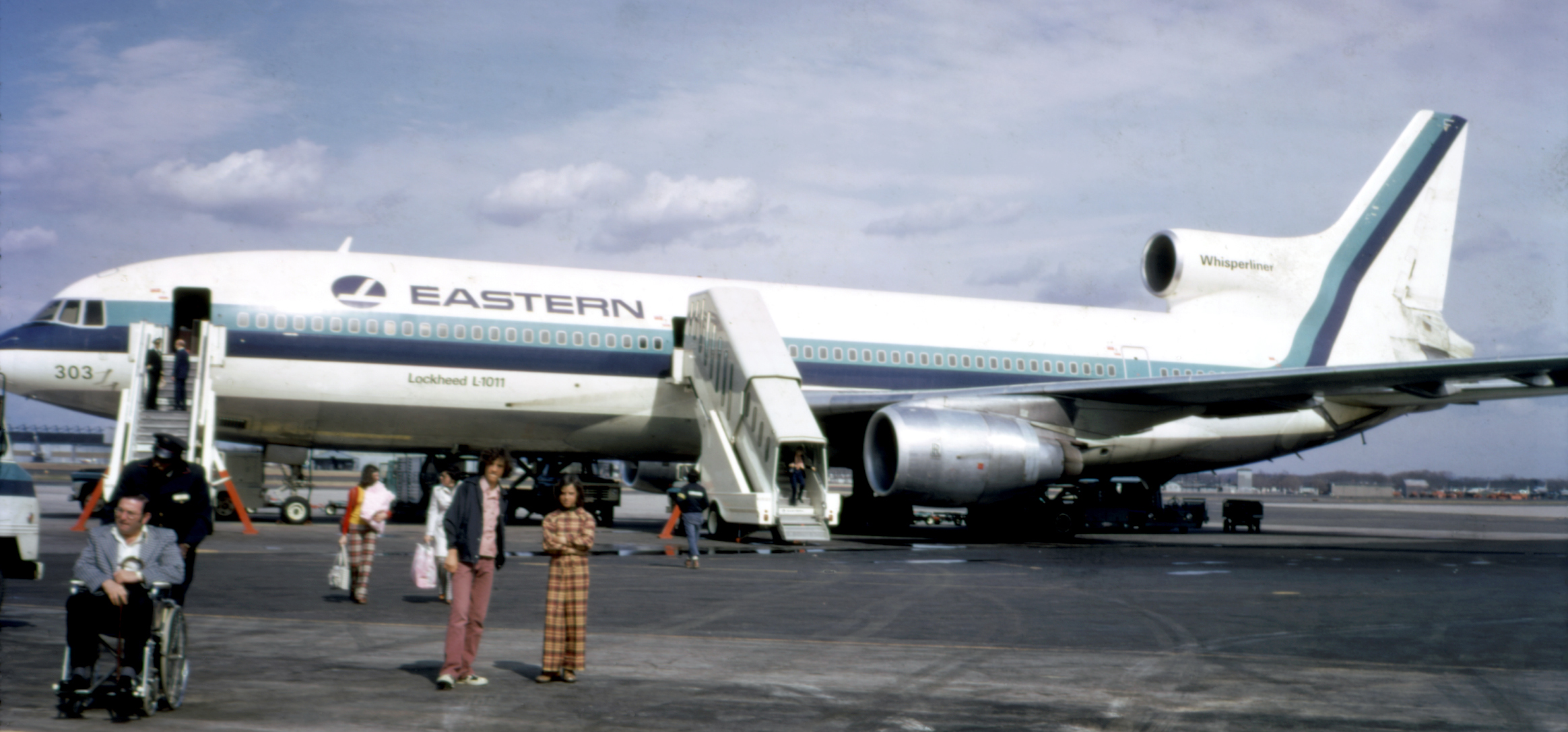
イースタン航空のL-1011トライスター

- 4月26日 - イースタン航空がロッキード L-1011 トライスターを就航させた。
- 4月27日 - アメリカ空軍のF-4ファントムがレーザー誘導爆弾でThanh Hoa橋を破壊した。
- 5月10日 - ランディ・カニンガム・ウィリアムとP.ドリスコルが、1日で3機のMiG-17を撃墜し、ベトナム戦争で最初のアメリカ海軍の撃墜王になった。北ベトナム軍のMiG-17の3020号機が撃墜され、この機体はアメリカ軍内で幻の撃墜王「トーン大佐」の乗機とされていた。
- 5月26日 - アメリカ合衆国と旧ソビエト連邦が、第一次戦略兵器制限交渉(SALT-1）に署名した。
- 5月26日 - セスナ社は、100,000番目の航空機を製造した、世界最初の航空機メーカーとなった。
- 5月30日 - イスラエルのテルアビブ空港で日本赤軍のテロリストがの銃撃事件を起こした。（テルアビブ空港乱射事件）
- 6月12日 - コンコルドが東京国際空港に飛来した。アメリカン航空のDC-10-10型機がデトロイト空港を離陸直後に貨物ドアが破損し、緊急着陸（アメリカン航空96便貨物ドア破損事故）。
- 6月14日 - 日本航空の471便、DC-8-53型機がニューデリーのパーラム国際空港（現インディラ・ガンディー国際空港）への着陸進入中に空港から約24キロ手前のヤムナー川河畔に墜落、搭乗員89名中86名と地上の工事作業員4名が死亡した。(日本航空ニューデリー墜落事故)
- 6月18日 - 英国欧州航空548便（ホーカー・シドレー トライデント）が墜落し、118名が犠牲となった。 （英国欧州航空548便墜落事故）

- 6月20日 - 航空会社のパイロットが、セキュリティ強化を求めてストライキを行った。
- 6月21日 - ジャン・ブールが操縦するヘリコプター、アエロスパシアル ラマが高高度飛行の記録12,440mを樹立した。
- 7月26日 - NASAがスペースシャトルの主契約者としてロックウェル・インターナショナルを選定したことを発表した。
- 8月1日 - デルタ航空が、ノースイースト航空を吸収した。
- 8月1日 - 航空自衛隊の最初のF-4EJの飛行隊が百里基地で編成された。
- 8月11日 - NATO各国が、マルチロール戦闘機（MRCA）の開発契約に調印した。これは後にトーネードになる。
- 8月28日 - リチャード・リッチーが、ベトナム戦争におけるアメリカ空軍の最初の撃墜王（撃墜数5）となった。
- 8月28日 - ゴードンウッド・トロフィーレースでイギリスのグロスターのウィリアム王子がパイパー チェロキー アローで墜落事故死した。
- 9月22日 - ボーイング727が通算1,000機の販売を記録した。
- 10月1日 - マレーシア・シンガポール航空がマレーシア航空を分離しシンガポール航空が発足した。
- 10月13日 - ウルグアイ空軍のフェアチャイルド FH-227がアンデス山脈で墜落した。28人の生還者は仲間の死体を食糧にせざるを得なかった。（ウルグアイ空軍機571便遭難事故）

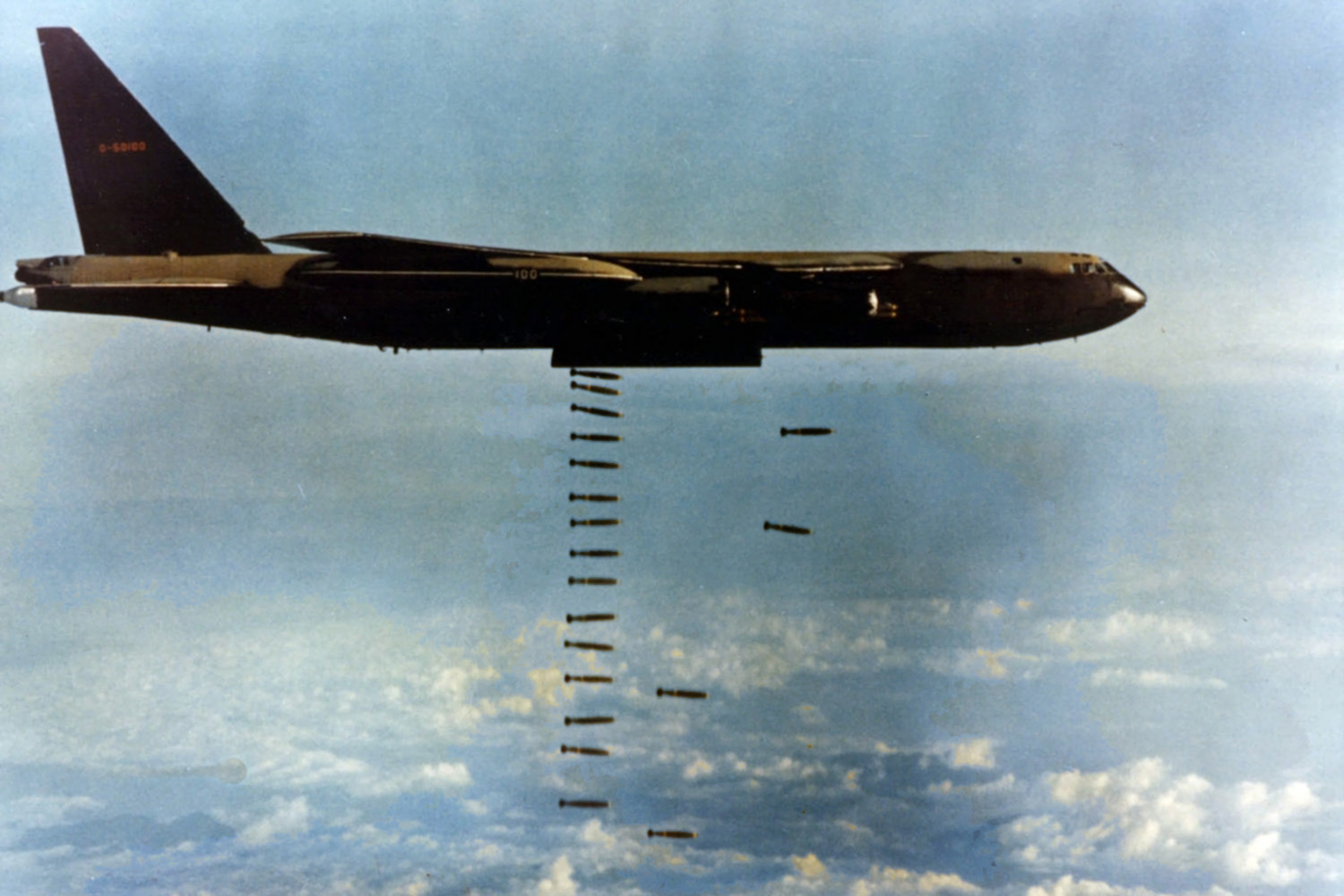
爆弾を投下するB-52D（1960年代）

- 10月26日 - 有名な航空エンジニア、イゴール・シコルスキーが死去した。
- 11月6日 - 羽田空港発福岡空港行きの日航機がハイジャックされる（日本航空351便ハイジャック事件）。
- 11月10日 - バーミンガム発のサウザン航空、49便がハイジャックされ、オークリッジ国立研究所の、核設備に衝突させることが危惧されたが、2日後、キューバのハバナに着陸し、カストロ首相によって、ハイジャック犯は投獄された。
- 11月28日 - ソ連のモスクワの空港で、日本航空機のDC-8-62が離陸直後に墜落し、搭乗者計76名中、62名が死亡した。(「日本航空シェレメーチエヴォ墜落事故」)
- 12月18日 - アメリカ軍の北爆が再開された。
- 12月23日 - ソビエトの航空エンジニア、アンドレイ・ツポレフが86歳で死去した。
- 12月26日 - この時点でベトナム戦争最大の爆撃となる、ラインバッカーII作戦で117機のB-52 ストラトフォートレスがハノイを爆撃した。
- 12月29日 - マイアミ国際空港付近にある湿地帯・エバーグレーズにイースタン航空のロッキード L-1011 トライスターが墜落。史上初のワイドボディ機による全損事故（イースタン航空401便墜落事故）。

## 1972年に初飛行した機体の画像

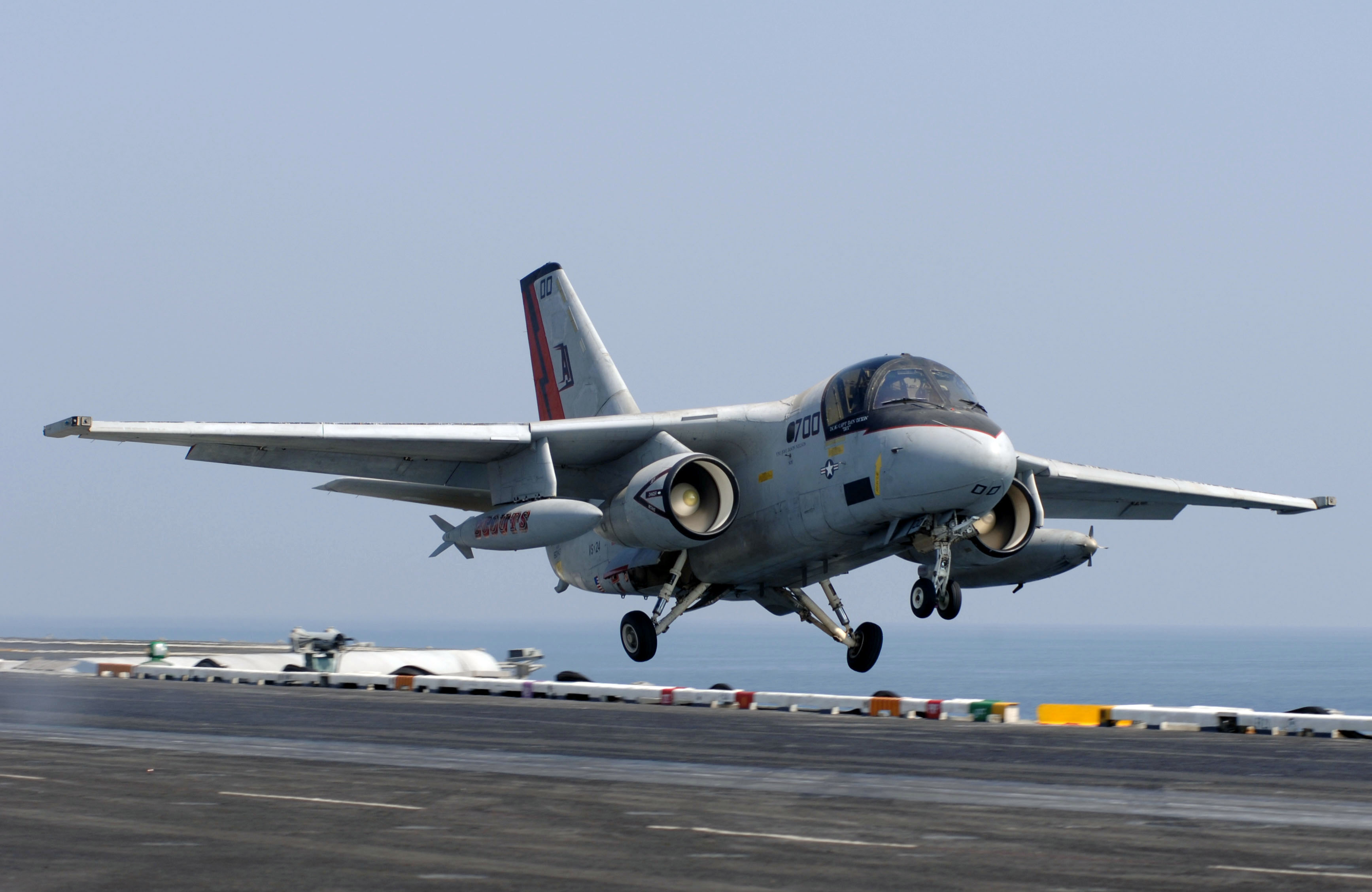
S-3 （1月21日）
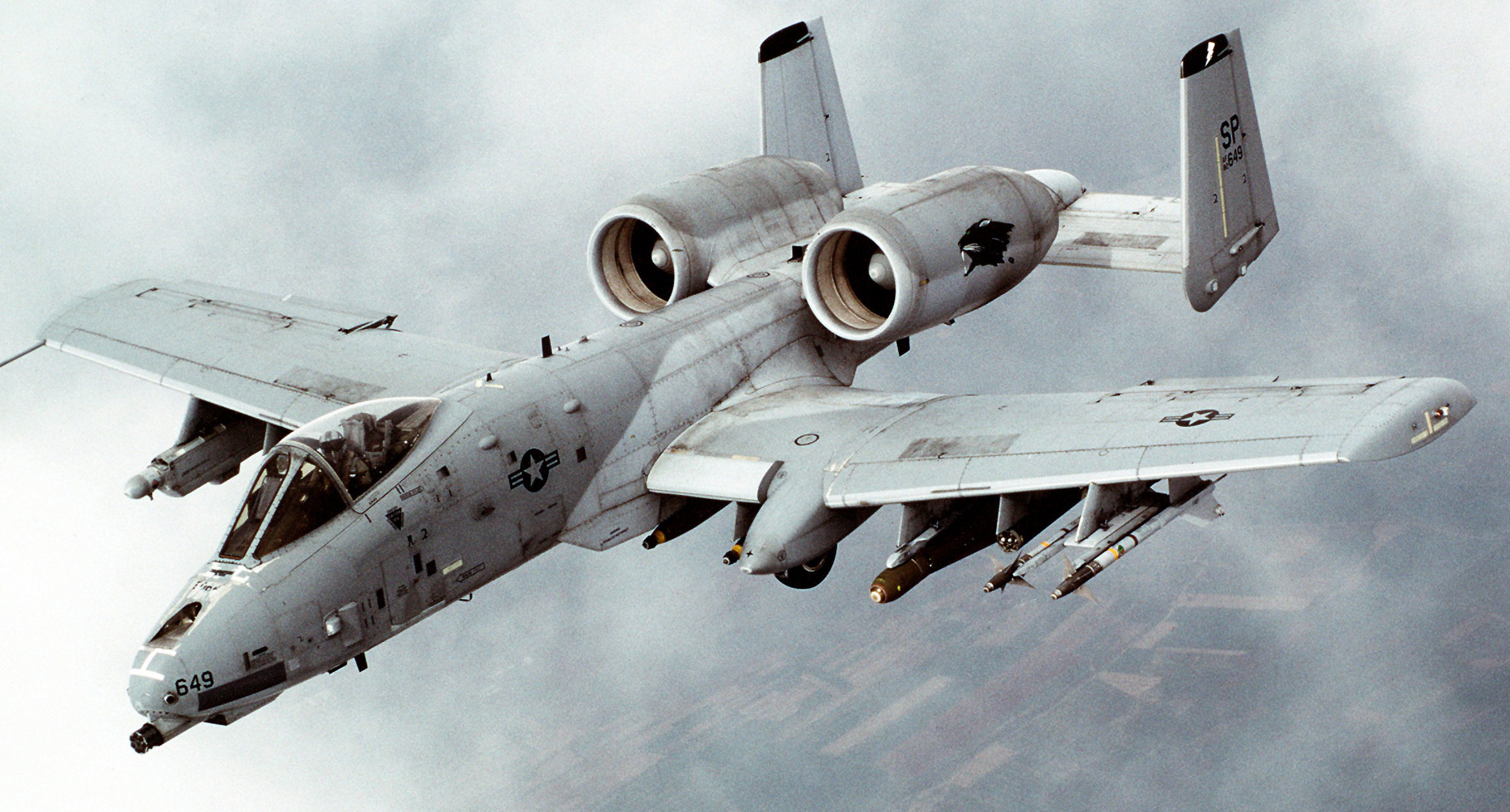
A-10 （5月10日）
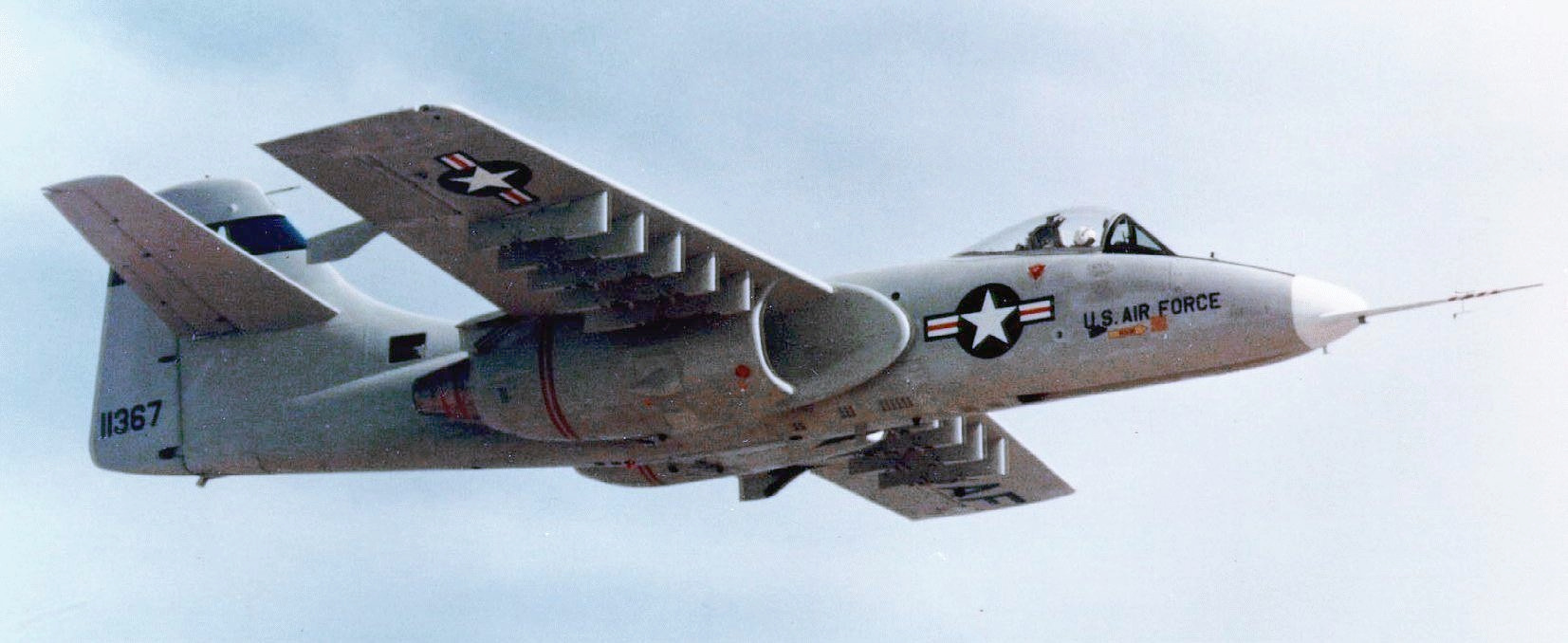
YA-9 （5月30日）
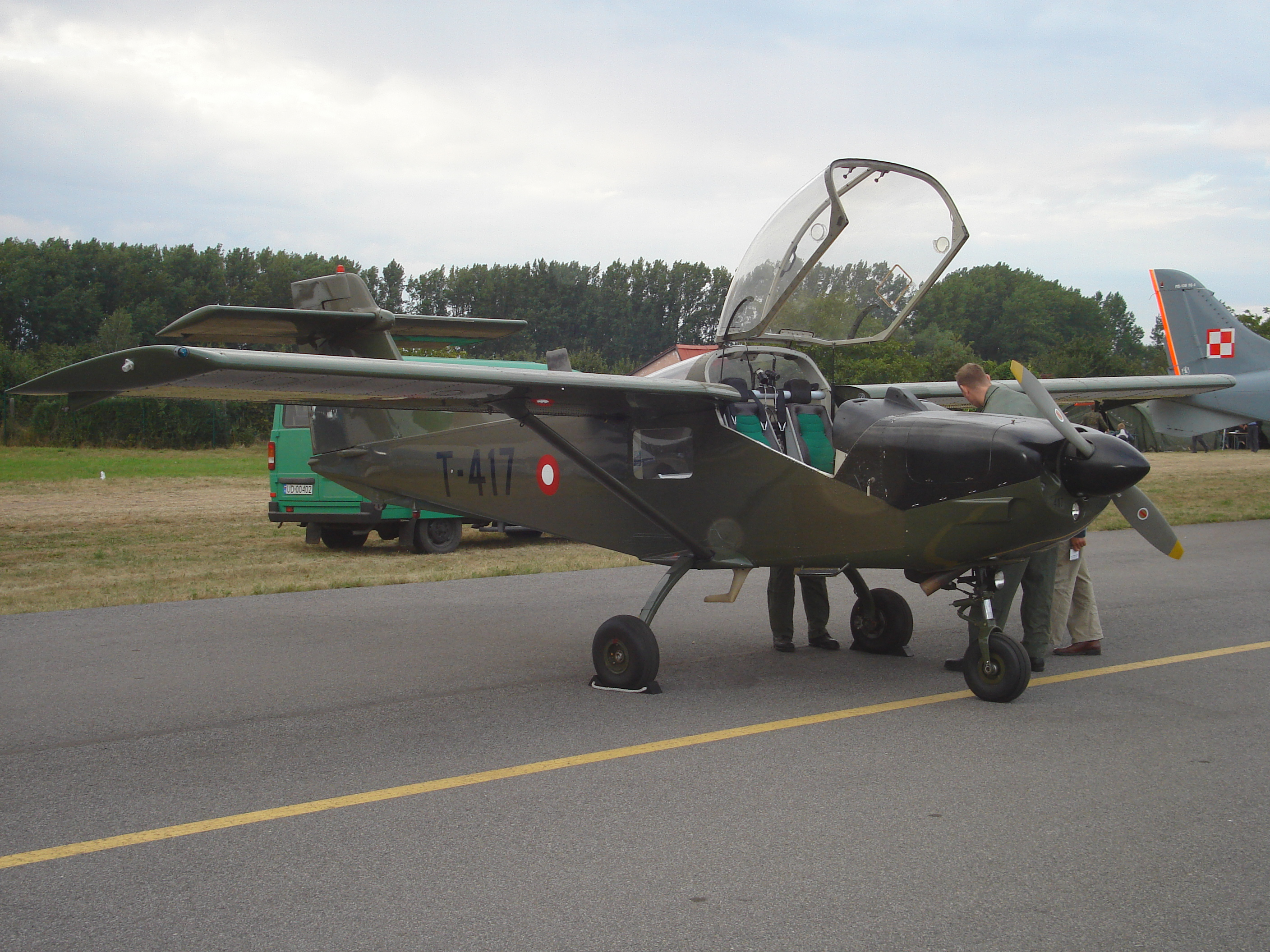
サーブ MFI-17 （7月6日）

## 航空に関する賞の受賞者
- ハーモン・トロフィー： エドガー・アリソン
- FAI・ゴールド・エア・メダル：マリナ・ポポビッチ（Marina Lavrentryvna POPOVITCH）
- デラボー賞：ユージン・サーナン (USA)